# Dun Laoghaire-Rathdown
Dun Laoghaire-Rathdown is een administratieve county in Ierland en in 1994 gevormd uit het traditionele County Dublin. Dun Laoghaire-Rathdown omvat 193.688 inwoners. Het bestuurlijke centrum van het graafschap is de stad Dún Laoghaire.
De county grenst aan de Ierse Zee, de stad Dublin, de bestuurlijke county South Dublin en County Wicklow.

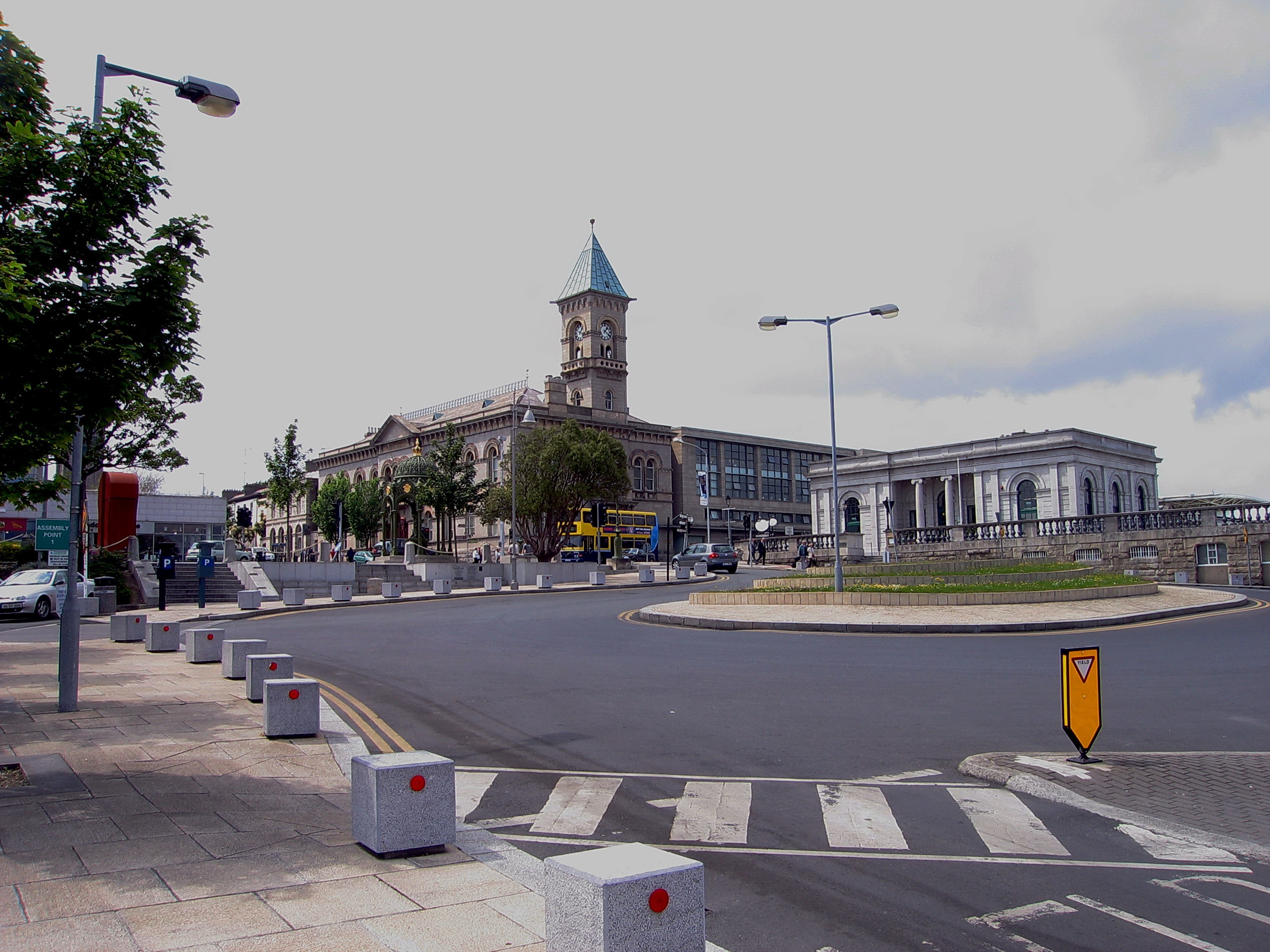
Stadhuis

## Plaatsen
| Engels        | Iers                  | Inwoners |
| ------------- | --------------------- | -------- |
| Ballinteer    | Baile an tSaoir       | 15.659   |
| Ballybrack    | An Baile Breac        | 3.901    |
| Blackrock     | An Charraig Dhubh     | 31.152   |
| Booterstown   | Baile an Bhóthair     | 2.975    |
| Cabinteely    | Cábán tSíle           | 15.864   |
| Carrickmines  | Carraig Mhaighin      | 6.088    |
| Cherrywood    | Coill na Silíní       | -        |
| Churchtown    | Baile an Teampaill    | -        |
| Dalkey        | Deilginis             | 8.083    |
| Deansgrange   | Gráinseach an Déin    | -        |
| Dundrum       | Dún Droma             | -        |
| Dún Laoghaire | Dún Laoghaire         | 46.603   |
| Foxrock       | Carraig an tSionnaigh | 11.566   |
| Goatstown     | Baile na nGabhar      | -        |
| Glasthule     | Glas Tuathail         | 2.641    |
| Glencullen    | Gleancuillean         | 376      |
| Johnstown     | Baile Eoin            | -        |
| Killiney      | Cill Iníon Léinín     | 10.600   |
| Kilmacud      | Cill Mochuda          | -        |
| Kilternan     | Cill Tiarnáin         | -        |
| Leopardstown  | Baile na Lobhar       | 2.067    |
| Loughlinstown | Baile Uí Lachnáin     | -        |
| Monkstown     | Baile na Manach       | 6.369    |
| Rathfarnham   | Ráth Fearnáin         | 23.276   |
| Sandyford     | Áth an Ghainimh       | 7.688    |
| Sandycove     | Cuas an Ghainimh      | 3.735    |
| Sallynoggin   | An Naigín             | 6.283    |
| Shankill      | Seanchill             | 14.257   |
| Stepaside     | An Chéim              | -        |
| Stillorgan    | Stigh Lorgan          | 18.212   |